# TATSA D13.20 Medis
El 13.20 Medis está fuertemente orientado a los nuevos requerimientos del turismo y media distancia de fabricación nacional. Su carrocería presenta perfiles tubulares de acero-carbono, puerta de ascenso pantográfica con trabas neumáticas, revestimiento externo en chapas de acero galvanizado y Fiberglass, revestimiento interno con laminados plásticos de alta resistencia, pana al tono, piso revestido en PVC de alto tránsito, bodegas comunicadas de lado a lado con un volumen de 10m³, revestido en chapa de acero galvanizado estampado y traba neumática.

## Ficha técnica

### Motor
- Ubicación trasero
- Marca DEUTZ BF6M 1013 FC
- Norma anticontaminación EURO III
- Cilindros 6 en línea
- Potencia máxima 210 kW (285 HP) a 2300 rpm
- Par motor máximo 1050 Nm (774 lb.ft) a 1200 - 1800 rpm

### Sistema eléctrico
- Tensión 24 V con alternador 24v/80 Ah y 2 Baterías de 12V

### Transmisión
- Tipo Automática || Manual
- Marca ALLISON TORQMATIC || ZF
- Modelo estándar T 325 R || S6 1550
- Velocidades 6 || 6
- Retardador opcional SI || NO

### Rodado
- Neumáticos radiales 295/80R/22,5" (Opcional 275/80R/22,5")

### Capacidad
- Tanque de 500 litros

### Pesos
- Peso bruto total 16943 kg (37352 lb)
- Peso bruto total eje delantero 6288 kg (13862,6 lb)
- Peso bruto total eje trasero 10655 kg (23490,2 lb)
- Peso en orden de marcha 10655kg (28285,3 lb)